# رز سبزه
رز سبزه(نام علمی: Rosa dumalis) نام یک گونه از سرده رز است.